# Quốc lộ 12
De Quốc lộ 12 (Nederlands: Nationale weg 12) is een weg in Vietnam. De weg ligt in de provincies Lai Châu en Điện Biên.
De start van de Quốc lộ ligt bij Lai Châu en valt daar samen met de Quốc lộ 4C. Het ligt hier aan de linkeroever van de Nậm Na, wat een zijrivier is van de Đà. Verder heeft het kruisingen met de Quốc lộ 6, Quốc lộ 100 en de  Quốc lộ 279.
QL1 · QL1B · QL1K · QL2 · QL3 · QL4 · QL5 · QL6 · QL7A · QL7B · QL8A · QL8B · QL9A · QL9B · QL12 · QL12A · QL14 · QL14B · QL14C · QL14D · QL14E · QL15 · QL15 (Biên Hoà) · QL18 · QL20 · QL51 · QL55 · QL56